# Dadaj (jezioro)
Dadaj – jezioro morenowe na Pojezierzu Mrągowskim w województwie warmińsko-mazurskim, w dorzeczu Łyny (Dymer – Pisa – Łyna – Pregoła), 4 km od Biskupca.

## Dane morfometryczne
- powierzchnia: 1002 ha (w tym 15 wysp, największa Ostrów o powierzchni 10 ha)
- długość: 8,5 km
- szerokość średnia: 1,15 km
- szerokość maksymalna: 2,8 km
- maksymalna głębokość: 39,8 m

## Charakterystyka
Jezioro rynnowe o wydłużonym z północy na południe i mocno rozczłonkowanym kształcie, w części północno-zachodniej leży duża zatoka o długości 1,4 km. Piętnaście wysp, w większości zadrzewione, o łącznej powierzchni ok. 25,3 ha (największa ok. 10 ha). Dno faliste o licznych wzniesieniach, piaszczysto-żwirowe, w zatokach muliste. Południowa odnoga zlewni jest znacznie płytsza od pozostałych jego części i jej głębokość nie przekracza 10 m, rynna o długości 4,5 km. 
Linia brzegowa bardzo dobrze rozwinięta, brzegi są łagodnie wyniesione, miejscami wysokie i strome, porośnięte kępami drzew, ale przeważnie bezleśne. Tylko w środkowej partii zachodniego brzegu rośnie las, z pozostałych stron jezioro otaczają pola uprawne i łąki. Od południa duży półwysep z dwoma cyplami, na jednym z nich grodzisko staropruskie.
Do jeziora Dadaj wpływają Biesowa Struga, Czerwonka i Dymer, wypływa natomiast rzeka Dadaj, kierująca się do Jeziora Tumiańskiego i jeziora Pisz.
W 2024 roku w jeziorze odnaleziono kość Plezjozaura

## Roślinność
- roślinność wynurzona w strefie przybrzeżnej występuje nierównomiernie, niewielkimi skupiskami – trzcina pospolita, pałka wąskolistna
- w południowej części zatoki – grzybienie białe i grążel żółty
- roślinność zanurzona – wywłócznik, moczarka kanadyjska.

## Dadaj w literaturze
Dadaj pojawia się w twórczości Artura Beckera – polsko-niemieckiego pisarza tworzącego w języku niemieckim. Jezioro jest wzmiankowane m.in. w:
- „Der Dadajsee” (pol. Jezioro Dadaj)[4]
- „Nóż w wódzie. Pieśń o topielcach”[5]